# Liste der Kulturdenkmäler in Sankt Goarshausen
In der Liste der Kulturdenkmäler in Sankt Goarshausen sind alle Kulturdenkmäler der rheinland-pfälzischen Stadt Sankt Goarshausen einschließlich der Stadtteile Ehrenthal und Wellmich aufgeführt. Im Stadtteil Heide sind keine Kulturdenkmäler ausgewiesen. Grundlage ist die Denkmalliste des Landes Rheinland-Pfalz (Stand: 8. Dezember 2023).

## Denkmalzonen
| Bezeichnung                        | Lage                                                                              | Baujahr                  | Beschreibung | Bild                           |
| ---------------------------------- | --------------------------------------------------------------------------------- | ------------------------ | --- | ------------------------------ |
| Denkmalzone Stadtkern              | Sankt Goarshausen, Burgstraße 4–10, 12–35, Marktplatz 2–8, Rheinstraße 14–36 Lage | 17. bis. 19. Jahrhundert | südwestlich der Bahngleise gelegener Teil der ehemals ummauerten Siedlung mit erhaltenen historischen Strukturen und zahlreichen Bauten des 17. bis. 19. Jahrhunderts                                                                              | Fotos hochladen                |
| Denkmalzone Freilichtbühne Loreley | Sankt Goarshausen, südlich der Stadt auf der Loreley Lage                         | 1934–39                  | ehemalige Feierstätte der Nationalsozialisten, sogenannter Thingplatz, 1934–39 (teilweise auf der Gemarkung von Bornich) | weitere Bilder Fotos hochladen |
| Denkmalzone Bachstraße             | Wellmich, Bachstraße 7–19 (ungerade Nummern) Lage                                 | 17. und 18. Jahrhundert  | Straßenabschnitt mit dicht gereihter, teilweise geschlossener Bebauung aus giebel- und traufständigen Fachwerkhäusern des 17. und 18. Jahrhunderts, teilweise im verputzten Erscheinungsbild des 19. Jahrhunderts, die Untergeschosse meist massiv | BW                             |

## Einzeldenkmäler
| Bezeichnung                          | Lage                                                                 | Baujahr                            | Beschreibung | Bild                           |
| ------------------------------------ | -------------------------------------------------------------------- | ---------------------------------- | --- | ------------------------------ |
| Evangelische Pfarrkirche             | Sankt Goarshausen, Bahnhofstraße 2 Lage                              | 1860–63                            | Saalbau, Rundbogenstil, 1860–63, Baurat Eduard Zais, Wiesbaden | weitere Bilder Fotos hochladen |
| Gasthaus Rheinischer Hof             | Sankt Goarshausen, Bahnhofstraße 15 Lage                             | 1888                               | repräsentativer Klinkerbau, Krüppelwalmdächer, Veranda, bezeichnet 1888 | Fotos hochladen                |
| Postamt                              | Sankt Goarshausen, Bahnhofstraße 19 Lage                             | Ende des 19. Jahrhunderts          | aufwendiger Klinkerbau mit bemalten Zierflächen, Ende des 19. Jahrhunderts | Fotos hochladen                |
| Gasthaus Zum roten Kopf              | Sankt Goarshausen, Burgstraße 5 Lage                                 | 1609                               | zwei Fachwerkbauten, teilweise verschiefert, bezeichnet 1609 und wohl aus dem frühen 18. Jahrhundert | BW                             |
| Wohnhaus                             | Sankt Goarshausen, Burgstraße 6 Lage                                 | 16. oder 17. Jahrhundert           | Fachwerkhaus, verputzt und verschiefert, wohl aus dem 16. oder 17. Jahrhundert | BW                             |
| Altes Rathaus                        | Sankt Goarshausen, Burgstraße 7 Lage                                 | 1532                               | Fachwerkhaus, teilweise massiv, bezeichnet 1532 | Fotos hochladen                |
| Wohnhaus                             | Sankt Goarshausen, Burgstraße 9 Lage                                 | 1674                               | Fachwerkhaus, teilweise massiv, angeblich von 1674; wichtige straßenräumliche Funktion | BW                             |
| Wohnhaus                             | Sankt Goarshausen, Burgstraße 29/30/31 Lage                          | 16. oder 17. Jahrhundert           | Doppelhaus; Fachwerkbau, teilweise massiv, verputzt und verschiefert, wohl aus dem 16. oder 17. Jahrhundert | BW                             |
| Stadtmauer                           | Sankt Goarshausen, Burgstraße, oberhalb von Nr. 33 Lage              | 14. Jahrhundert                    | Mauerreste der Stadtbefestigung, wohl aus dem 14. Jahrhundert | BW                             |
| Viereckiger Turm                     | Sankt Goarshausen, Burgstraße 35 Lage                                | 15. Jahrhundert                    | Turm der Stadtbefestigung, mit Wendeltreppe, wohl aus dem 15. Jahrhundert | Fotos hochladen                |
| Katholische Pfarrkirche St. Johannes | Sankt Goarshausen, Dolkstraße 6a Lage                                | 1923–25                            | barockisierender Bruchsteinsaal, 1923–25; westlich anschließend gleichzeitiges Pfarrhaus | weitere Bilder Fotos hochladen |
| Kirchenmauern                        | Sankt Goarshausen, Dolkstraße, an Nr. 11 Lage                        | 1821/22                            | Teile der Umfassungsmauern der klassizistischen katholischen Kirche, 1821/22, im Wirtschaftsgebäude der ehemaligen Stadtmühle | BW                             |
| Hotel zum Lamm                       | Sankt Goarshausen, Dolkstraße 12 Lage                                | um 1850                            | ehemaliges Hotel, später Verwaltungsgebäude der Stadtmühle; repräsentativer dreigeschossiger Putzbau, Neurenaissance, um 1850 | Fotos hochladen                |
| Schulhaus                            | Sankt Goarshausen, Gymnasialstraße 1/2 Lage                          | Ende des 19. Jahrhunderts          | neunachsiger Klinkerbau mit risalitartigen Querbauten, Ende des 19. Jahrhunderts | BW                             |
| Runder Turm                          | Sankt Goarshausen, Marktplatz 2 Lage                                 | 14. Jahrhundert                    | Turm der Stadtbefestigung, ins Achteck übergehender runder Turm, wohl aus dem 14. Jahrhundert | Fotos hochladen                |
| Gasthaus                             | Sankt Goarshausen, Rheinstraße 1 Lage                                | 1790                               | sogenanntes Fährhaus; fünfachsiger Satteldachbau, angeblich von 1790, rückwärtig stattlicher Krüppelwalmdachbau, teilweise massiv, sonst wohl Fachwerk                                                                             | Fotos hochladen                |
| Gasthaus Neuer Adler                 | Sankt Goarshausen, Rheinstraße 13 Lage                               | um 1860/70                         | ehemaliges Gasthaus; repräsentativer dreigeschossiger Putzbau mit halbkreisförmig abgerundeter Schmalseite, um 1860/70 | Fotos hochladen                |
| Wohnhaus                             | Sankt Goarshausen, Rheinstraße 21 Lage                               | 17. oder 18. Jahrhundert           | sechsachsiges Zeilenwohnhaus, verputzt und verkleidet, teilweise wohl mit Fachwerk des 17. oder 18. Jahrhunderts | BW                             |
| Wohnhaus                             | Sankt Goarshausen, Rheinstraße 22 Lage                               | 18. Jahrhundert                    | verputztes Fachwerkhaus, wohl aus dem 18. Jahrhundert | Fotos hochladen                |
| Wohnhaus                             | Sankt Goarshausen, Rheinstraße 23 Lage                               | 17. oder 18. Jahrhundert           | dreigeschossiges Fachwerkhaus, verputzt und verschiefert, teilweise massiv, wohl aus dem 17. oder 18. Jahrhundert | Fotos hochladen                |
| Stadtmauer                           | Sankt Goarshausen, Rheinstraße, zwischen Nr. 29 und 31 Lage          | 14. Jahrhundert                    | Mauerreste der Stadtbefestigung, wohl aus dem 14. Jahrhundert | BW                             |
| Loreleyhafen                         | Sankt Goarshausen, Rheinstraße, gegenüber Nr. 44 Lage                | 19. und 20. Jahrhundert            | Hafengelände, 19. und 20. Jahrhundert, mit dem Häuser Kran von 1917 (Portaldrehkran, Maschinenfabrik Jäger, Duisburg) samt Zubehör; u. a. Kranbahn, Lagerplatz, Anlegepoller, Kaimauer, Rampen, Freiflächen; bauliche Gesamtanlage | weitere Bilder Fotos hochladen |
| Teufelsvilla                         | Sankt Goarshausen, Rheinstraße 46 Lage                               | Ende des 19. Jahrhunderts          | Klinkerbau, Ende des 19. Jahrhunderts | Fotos hochladen                |
| Villa                                | Sankt Goarshausen, Wellmicher Straße 19 Lage                         | um 1860/70                         | spätklassizistische Villa, um 1860/70 | BW                             |
| Villa                                | Sankt Goarshausen, Wellmicher Straße 65 Lage                         | um 1900                            | verschachtelter Putzbau, teilweise Fachwerk, um 1900 | BW                             |
| Burg Katz                            | Sankt Goarshausen, nordöstlich der Stadt Lage                        | um 1371                            | eigentlich Neukatzenelnbogen; von 1896 bis 1898 Neuaufbau der um 1371 errichteten, 1806 zerstörten Anlage mit rundem Hauptturm, Palas mit vier runden Türmen in unregelmäßig sechseckigem Bering; bauliche Gesamtanlage            | weitere Bilder Fotos hochladen |
| Alter Loreley-Tunnel                 | Sankt Goarshausen, südlich der Stadt am Fuß des Loreley-Felsens Lage | 1859–61                            | Tunnelbau der Nassauischen Rheintalbahn; Tunnelportale in historisierender Burgenarchitektur, 1859–61 | weitere Bilder Fotos hochladen |
| Katholische Kapelle St. Sebastian    | Ehrental, Ortsstraße Lage                                            | 1705–07                            | kleiner Saalbau, 1705–07, Hofbaumeister Philipp Honorius Ravensteyn | weitere Bilder Fotos hochladen |
| Wohnhaus                             | Ehrental, Ortsstraße 11 Lage                                         | 17. Jahrhundert                    | Fachwerkhaus, teilweise massiv, verputzt und verkleidet, angeblich um 1700, eher wohl aus dem 17. Jahrhundert | BW                             |
| Wohnhaus                             | Ehrental, Ortsstraße 13 Lage                                         | 17. oder 18. Jahrhundert           | Fachwerkhaus, teilweise massiv, verputzt, wohl aus dem 17. oder 18. Jahrhundert | BW                             |
| Ortsbefestigung                      | Wellmich                                                             | 14. Jahrhundert                    | Wehrmauer, Flankenturm des ehemaligen Dalheimer Tors, Mauerstrecken an der Westseite, Mauertore (Schulstraße) sowie am Hang unterhalb der Burg Maus, 14. Jahrhundert                                                               | Fotos hochladen                |
| Wohnhaus                             | Wellmich, Bachstraße 7 Lage                                          | 1668                               | Vorderhaus über hohem Kellersockel, Zierfachwerk, bezeichnet 1668; Hinterhaus, Fachwerk, 17. Jahrhundert, Anbauten um 1800 und aus dem 19. Jahrhundert                                                                             | Fotos hochladen                |
| Wohnhaus                             | Wellmich, Bachstraße 14 Lage                                         | 16. oder 17. Jahrhundert           | verputztes Fachwerkhaus, wohl aus dem 16. oder 17. Jahrhundert | BW                             |
| Dalheimer Tor                        | Wellmich, Bachstraße, neben Nr. 25 Lage                              | 14. Jahrhundert                    | Flankenturm des Nordtores (Dalheimer Tor) der Ortsbefestigung, 14. Jahrhundert | BW                             |
| Mühle                                | Wellmich, Bachstraße 35 Lage                                         | 18. Jahrhundert                    | ehemalige Mühle; zweigeschossiges Fachwerkhaus, 18. Jahrhundert | Fotos hochladen                |
| Katholische Pfarrkirche St. Martin   | Wellmich, Blütenweg Lage                                             | zweite Hälfte des 14. Jahrhunderts | Saalbau, wohl bald nach der Mitte des 14. Jahrhunderts, Turmhelm 1830 | weitere Bilder Fotos hochladen |
| Villa Elise                          | Wellmich, Blütenweg 15 Lage                                          | 1898–1901                          | auch Eselsburg; Schweizer Stil, 1898–1901 Bauherr war der Berliner Eisenbahnunternehmer und Privatbankier Grunot, der das Haus seiner Ehefrau Elise schenkte. Sie nutzte es als Feriendomizil.                                     | Fotos hochladen                |
| Wohnhaus                             | Wellmich, Mittelstraße 13 Lage                                       | 16. oder 17. Jahrhundert           | verputztes Fachwerkhaus, wohl aus dem 16. oder 17. Jahrhundert | BW                             |
| Bahnwärterhaus                       | Wellmich, Rheinuferstraße 3 Lage                                     | um 1860                            | eineinhalbgeschossiger Typenbau, um 1860; Gesamtanlage mit Nebengebäude und Auffahrt | BW                             |
| Kreuz                                | Wellmich, Schulstraße, auf dem Friedhof Lage                         | 1848                               | (Friedhofs)-Kreuz, bezeichnet 1848 | BW                             |
| Wohnhaus                             | Wellmich, Schulstraße 2 Lage                                         | 18. Jahrhundert                    | Fachwerkhaus, teilweise massiv, 18. Jahrhundert | Fotos hochladen                |
| Burg Maus                            | Wellmich, östlich des Ortes Lage                                     | um 1353                            | Bruchsteinbau mit Werksteinteilen in fast quadratischem Bering, um 1353 bis um 1388 | weitere Bilder Fotos hochladen |